# My Lesbian Experience With Loneliness
My Lesbian Experience With Loneliness, of The Private Report on My Lesbian Experience With Loneliness (Japans: さびしすぎてレズ風俗に行きましたレポ, Hepburn: Sabishisugite Rezu Fūzoku ni Ikimashita Repo, letterlijk "Een rapport over dat ik zo eenzaam was dat ik naar een lesbisch bordeel ging") is een autobiografische manga van Kabi Nagata.  
Het werd oorspronkelijk gepubliceerd door Nagata op de Japanse website Pixiv, en werd later in print gepubliceerd door East Press in juni 2016 in het Japans en door Seven Seas Entertainment in juni 2017 in het Engels. De manga werd goed ontvangen door critici, zo werd het opgenomen in verschillende lijsten met de beste strips van het jaar, en won de Engelse versie van de manga de Harvey Award voor beste manga van 2018.  
Een vervolg, My Solo Exchange Diary, werd in december 2016 in Japan uitgebracht en in het Engels in juni 2018. Het vervolg daarop, My Solo Exchange Diary Volume 2, werd in februari 2019 in het Engels uitgebracht.  

## Korte inhoud
De manga is de autobiografie van Kabi Nagata, een jonge vrouw, en behandelt verschillende onderwerpen zoals haar geestelijke gezondheid, haar verkenning van haar seksualiteit en haar ervaring met opgroeien.

## Productie en publicatie
My Lesbian Experience With Loneliness is geschreven en getekend door Kabi Nagata. Volgens Nagata aarzelt ze niet om haar privéleven bloot te leggen voor het creëren van interessante manga, ondanks dat ze meer teruggetrokken is wanneer ze persoonlijk met mensen praat. Ze besloot dit te doen vanwege een gebrek aan werk nadat ze een mangakunstenaar was geworden, en dacht dat ze alleen iets interessants kon maken waarmee ze geld kon verdienen, door haar werk te baseren op haar eigen ervaringen. Tijdens het schrijfproces gebruikte ze een lijst waarop ze bijhield wat haar overkwam en hoe ze zich voelde, waarna ze deze items herschikte om een verhaal te vormen. Tijdens het schrijven streefde ze ernaar zichzelf niet te verheffen of te verlagen, om te voorkomen dat lezers zich niet met haar konden inleven. Ze zei dat er dingen waren die ze 'niet kon aanraken' in de manga, die ze in een toekomstig werk zou willen gebruiken.
Nagata publiceerde de manga oorspronkelijk op de Japanse website Pixiv; het werd later door East Press gepubliceerd in één drukvolume op 17 juni 2016. Voor het gedrukte deel werd extra verhaalmateriaal toegevoegd en de kunst in de hele manga werd herzien. Seven Seas Entertainment kondigde in oktober 2016 aan dat ze de licentie voor de manga hadden verworven, en deze werd op 6 juni 2017 in Noord-Amerika uitgebracht in één volume en digitaal een dag later via ComiXology. Een vervolg, My Solo Exchange Diary, werd op 10 december 2016 door Shogakukan in Japan gepubliceerd en op 5 juni 2018 in het Engels door Seven Seas Entertainment. Het derde werk van Nagata in deze serie, My Solo Exchange Diary Volume 2, werd op 12 februari 2019 in het Engels gepubliceerd door Seven Seas Entertainment.

## Ontvangst
De manga werd goed ontvangen door critici. De uitgeverij Takarajimasha plaatste My Lesbian Experience With Loneliness op de derde plaats in de categorie manga voor vrouwen in de Kono Manga ga Sugoi! ("Deze manga is geweldig!") top twintig van 2017. Het won eerste plaats in de categorie "Manga van het jaar" van de Crunchyroll Anime Awards 2017. De Engelse uitgave van de manga won een Harvey Award in de categorie "Beste Manga". Zowel Publishers Weekly als Amazon noemden het als een van de beste strips van 2017, Teen Vogue nam het op in hun lijst van de "beste queer boeken om Pride 2017 mee te vieren", en striptekenaar Tillie Walden nam het op in een Bookish-artikel over "must-read" LGBTQ-strips.
De Japanse krant Fukui Shimbun hield van de manga en zei dat Nagata's gedachten bij hen bleven nadat ze klaar waren met lezen. De entertainmentnieuwssite Natalie genoot er ook van en noemde het een "adembenemend essay".  Ana Valens van The Mary Sue haalde het aan als een werk dat in strijd is met de typische yuri-fantasiethema's in yuri-werken door realistische emotionele en mentale dynamiek in lesbische relaties te onderzoeken, en zei dat de gebeurtenissen die leidden tot Nagata's ontmoeting met de sekswerker "een nieuw licht schijnt op hoe we over yuri kunnen denken". Heidi MacDonald van The Beat noemde het "een onweerstaanbare memoires" en perfect voor jonge lezers die ook te maken hebben met identiteits- en acceptatiekwesties. Judith Utz van Teen Vogue omschreef het als "ontroerend en eerlijk" en herkenbaar voor iedereen die aan zichzelf heeft getwijfeld. Mey Valdivia Rude van Autostraddle prees het als "het beste boek dat ik het hele jaar heb gelezen" en beschreef zijn ontzag voor hoe rauw en open en eerlijk Nagata's werk was.
My Lesbian Experience With Loneliness was de op één na best verkochte strip van zijn debuutweek in Noord-Amerika volgens de wekelijkse Nielsen BookScan graphic novel-verkoopgrafieken, na Bitch Planet volume 2. Het verscheen ook op de maandelijkse BookScan-grafiek voor juni 2017, op de elfde plaats.